# 79694 Nanrendong
79694 Nanrendong este o planetă minoră (asteroid), cu un diametru de 1,733 km, din centura de asteroizi. A fost descoperită pe 25 septembrie 1998 la Xinglong Station⁠(d) de Beijing Schmidt CCD Asteroid Program⁠(d) și a fost numită după Nan Rendong⁠(d). 
Obiectul prezintă o orbită caracterizată de o semiaxă mare de 2,532954316894 UAi, o excentricitate de 0,22060682130444, o înclinație de 3,1457571920623 ° în raport cu ecliptica.